# 高亮 (香港)
高亮（英語：Ko Leung，1927年—2009年10月18日），原名區大明，人稱高亮叔，香港男性播音員、演員、主持人及配音員，曾於麗的電視及亞洲電視任職幕後及管理層。

## 簡歷
高亮生於廣東澄海，幼年時移居香港，中學時期就讀於九龍華仁書院，後入讀廣州中山大學，一說為中文系，另一說法則是修讀經濟系（此說沒有提院校名稱）。1949年解放後初期留在中國大陸「建設祖國」，數年後回港。
高亮的父親是一位進出口貿易商人，欲培育他繼承家族生意。1956年，高亮加入邵氏電影公司參演電影，並成為邵氏首部粵語片、1957年香港電影《寶島神珠》男主角。當時高亮亦曾在麗的呼聲擔任潮語節目播音員，同期麗的呼聲有另一位同名的粵語話劇播音員高亮，常被混淆為同一人。據1959年的報道，高亮為繼承家族生意，一度離開影壇。而據1968年時高亮的自述，他成為藝人前已是進出口商行東主，在1955年考入麗的呼聲成為業餘播音員，1957年將進出口貿易生意交由弟弟接管，轉為正式播音員。
1960年代先活躍於麗的呼聲的播音員工作，後轉至麗的映聲（收費電視）任演員、節目主持人，曾榮獲1968年度至1971年度四屆《華僑晚報》十大明星選舉的十大電視明星獎。1967年高亮為自己的聲音購買保險，為當時鮮有所聞的做法。
1970年代，麗的映聲轉型為麗的電視（免費電視），高亮擔任演員、節目主持人與配音員。其後轉職幕後擔任高層。1972-73年已有他任職節目副總監的記載。1975年麗的由黃錫照主政後，該年7月管理層出現大幅人事變動，高亮由節目政務經理調任業務調協經理，當時的報道指他歷任節目行政經理、藝員訓練班監督。1977年7月接替張清擔任節目研究及發展總監。1979年5月藝員訓練班主任陳有后因病辭職，高亮暫代該職。同年7月被任命為麗的一台副總監。成為管理層後，仍偶有客串幕前主持工作。1978年曾監製麗的電視劇集《郎心如鐵》。
1980年代麗的改組為亞洲電視，高亮負責藝員管理，該時期對其職銜的記載有藝員聯絡主任、藝員調配總監、藝員經理，但仍有副總監、製作總監的記載。1987年亞視發生大火後，高亮曾返回災場尋找藝員聯絡電話表。
1988年退休。

## 演出作品

### 電影
| 上映年份 | 出品公司 | 電影名稱                | 角色       | 備註 |
| -------- | -------- | ----------------------- | ---------- | --- |
| 1957     | 邵氏     | 寶島神珠                | 林大民:70  | 男主角 |
| 1957     | 邵氏     | 陰陽配                  | 寧采臣:203 | 男主角 |
| 1958     | 邵氏     | 殺人花燭夜:238          |            | |
| 1959     | 邵氏     | 玻璃鞋:302              | 鐵將軍     | |
| 1959     | 邵氏     | 禁地春光                | 林耀宗:302 | |
| 1959     | 邵氏     | 能言鳥                  | 巴森:316   | |
| 1960     | 邵氏     | 九命奇冤:12             |            | |
| 1960     | 邵氏     | 玉女追蹤:23             |            | |
| 1960     | 邵氏     | 痴心結（上集）:36-37    |            | |
| 1960     | 邵氏     | 痴心結（下集大結局）:38 |            | |
| 1960     | 邵氏     | 睡公主:50               |            | |
| 1960     | 邵氏     | 戀愛與貞操:53           |            | |
| 1961     | 邵氏     | 血洒黑龍街                | 夏培:82    | |
| 1961     | 邵氏     | 神童奪寶:108            |            | |
| 1961     | 時來     | 太平天國女英雄          | 張釗       | 疑為另一同名演員，需確定是否同一人 |
| 1964     | 興發     | 改造小姐                | 田均:351   | 麗的呼聲同名天空小說（廣播劇）之電影化，與譚炳文、何雪凝、張雪麗主演，演員陣容網羅麗的呼聲、香港電台兩台知名播音員:351；需確定是否同一人 |
| 1966     | 天樂     | 警網擒兇                |            | 自導自演，需確定是否同一人 |

### 麗的映聲時期

#### 主持
- 《先生俱樂部》[14][43]
- 《金玉滿堂》[43][44][45]
- 《全家福》[46]
- 《豪華尋金》[47]

### 麗的電視時期

#### 主持
- 《熱綫》[48]

## 備註
1. ↑  此自述只強調加入麗的擔任播音員，不提擔任邵氏演員，可能是當時邵氏東主創辦無綫電視，成為了其東家麗的的競爭對手。

## 外部連結
- 高亮在香港影庫上的簡介